# Corticarina bruta
Corticarina bruta es una especie de coleóptero de la familia Latridiidae.

## Distribución geográfica
Habita en Bután.